# Organizacja Państw Afryki, Karaibów i Pacyfiku
     Karaiby
     Afryka Południowo-Wschodnia
     Pacyfik
     Afryka Zachodnia
     Afryka Południowa
     Afryka Centralna
     Afryka Wschodnia

Podział państw członkowskich na grupy:
Karaiby
Afryka Południowo-Wschodnia
Pacyfik
Afryka Zachodnia
Afryka Południowa
Afryka Centralna
Afryka Wschodnia

Organizacja Państw Afryki, Karaibów i Pacyfiku, OACPS, dawniej AKP, ang. ACP – grupa państw Afryki, Karaibów oraz regionu Pacyfiku, głównie byłych kolonii krajów EWG, stworzona w celu koordynacji polityki względem EWG (obecnie Unii Europejskiej). Pierwotnie grupa składała się z 46, a obecnie z 79 krajów członkowskich.

## Historia
Początki bliższej współpracy państw EWG ze swoimi koloniami zaczęły się już w 1957, po podpisaniu traktatów rzymskich. Znalazły się w nich zapisy, mówiące o stowarzyszeniu ze Wspólnotą kolonii państw członkowskich, a także o ochronie specjalnych więzi łączących je. Było to efektem żądania Francji, która zagroziła, że w razie ich niespełnienia nie dołączy do EWG. W 1964 część byłych kolonii państw EWG (18 państw) podpisało konwencję z Jaunde (obowiązującą początkowo do 1969, później do 1974) – pierwszą uchwałę ściśle regulującą współpracę między państwami EWG i Afryką. W czasie jej obowiązywania, w 1973, do EWG dołączyła Wielka Brytania, co spowodowało rozszerzenie współpracy również na kraje Pacyfiku i Karaibów. Ostatecznie prawno-międzynarodowe ramy współpracy państw grupy ustaliło porozumienie z Georgetown, podpisane 6 czerwca 1975. Jego sygnatariuszami było początkowo 46 państw, obecnie jest to 79 państw. Porozumienie to uważa się za początek AKP. Stosunki handlowe pomiędzy państwami AKP a Unią Europejską zostały ustalone równie w konwencjach z Lome (stolica Togo, 1975, 1979, 1984, 1989) i Kotonu (miasto w Beninie, 2000, zawarta na 20 lat). W grudniu 2019 Rada Ministrów AKP–UE zatwierdziła zmianę nazwy organizacji z AKP na OACPS (pierwsza nazwa jest wciąż stosowana). Po kilku latach negocjacji, 15 kwietnia 2021, negocjatorzy reprezentujący UE i OACPS parafowali tekst nowej umowy, która po podpisaniu zastąpi umowę z Kotonu.

## Członkowie
Do OACPS należy 79 państw Afryki, Karaibów i regionu Pacyfiku:
1. Angola
2. Antigua i Barbuda
3. Bahamy
4. Barbados
5. Belize
6. Benin
7. Botswana
8. Burkina Faso
9. Burundi
10. Czad
11. Demokratyczna Republika Konga
12. Dominika
13. Dominikana
14. Dżibuti
15. Erytrea
16. Eswatini
17. Etiopia
18. Fidżi
19. Gabon
20. Gambia
21. Ghana
22. Grenada
23. Gwinea
24. Gwinea Bissau
25. Gwinea Równikowa
26. Haiti
27. Jamajka
28. Kamerun
29. Kenia
30. Kiribati
31. Komory
32. Kongo
33. Kuba
34. Lesotho
35. Liberia
36. Madagaskar
37. Malawi
38. Mali
39. Mauretania
40. Mauritius
41. Mikronezja
42. Mozambik
43. Namibia
44. Nauru
45. Niger
46. Nigeria
47. Niue
48. Palau
49. Papua-Nowa Gwinea
50. Południowa Afryka
51. Republika Środkowoafrykańska
52. Republika Zielonego Przylądka
53. Rwanda
54. Saint Kitts i Nevis
55. Saint Lucia
56. Saint Vincent i Grenadyny
57. Samoa
58. Senegal
59. Seszele
60. Sierra Leone
61. Somalia
62. Sudan
63. Sudan Południowy
64. Surinam
65. Tanzania
66. Timor Wschodni
67. Togo
68. Tonga
69. Trynidad i Tobago
70. Tuvalu
71. Uganda
72. Vanuatu
73. Wybrzeże Kości Słoniowej
74. Wyspy Cooka
75. Wyspy Marshalla
76. Wyspy Salomona
77. Wyspy Świętego Tomasza i Książęca
78. Zambia
79. Zimbabwe

## Instytucje
W ramach OACPS działają:
- Rada Ministrów AKP–UE (najwyższa instytucja, zbierająca się raz do roku w Brukseli lub w państwie członkowskim grupy; w jej skład wchodzą członkowie Rady UE, członek Komisji Europejskiej oraz po jednym członku rządu z każdego państwa AKP),
- Komitet Ambasadorów AKP–UE (monitorowanie wykonywania umowy z Kotonu),
- Komitet Współpracy AKP–UE na rzecz Finansowania Rozwoju (badanie postępów i monitorowanie realizacji współpracy na rzecz finansowania rozwoju),
- Wspólny Ministerialny Komitet ds. Handlu AKP–UE (kwestie handlowe grupy),
- Wspólne Zgromadzenie Parlamentarne AKP–UE (organ konsultacyjny, działa na rzecz procesów demokratycznych oraz rozwoju i partnerstwa AKP–UE).

Najważniejszą osobą w organizacji jest sekretarz generalny.